# Linearantrieb
Als Linearantrieb oder Linearantriebssystem werden alle Antriebssysteme bezeichnet, die zu einer translatorischen Bewegung führen.
Linearantriebe ermöglichen die Bewegung von Maschinen(elementen) und Anlagen(teilen) in gerader Linie oder einem anderen vorgegebenen Verlauf. 

Schubkette

Beispiele:
- Hebezeug
- Winsch
- Zahnstange
- SchubketteSchubkette
- Zugmitteltrieb
- Kurvenscheibe
- Piezomotor
- Faltspindel
- GewindespindelElektrozylinder

- Kugelgewindetrieb
- Rollengewindetrieb

Elektrozylinder

  - Rollengewindetrieb mit Rollenrückführung
  - Planetenrollengewindetrieb
- Hydraulikzylinder
- Pneumatikzylinder
- elektromechanischer Linearantrieb
  - Linearmotor mit elektrodynamischem Wirkprinzip
  - Linearaktor
    - mit piezoelektrischem Wirkprinzip
    - mit elektrostatischem Wirkprinzip
    - mit elektromagnetischem Wirkprinzip
    - mit magnetostriktivem Wirkprinzip
    - mit thermoelektrischem Wirkprinzip.

Der maximale Stellweg von Linearantrieben kann durch eine Reihenschaltung mehrerer Antriebe wie in Teleskopantrieben vergrößert werden.
Mit Linearantrieben lassen sich auch nicht-lineare Bewegungen erzeugen, z. B. über Kurbelwellen oder mit Hilfe eines Hexapoden.